# Ann Sirot en Raphaël Balboni
Ann Sirot (Parijs, 18 mei 1980) en Raphaël Balboni (Troyes, 11 november 1978) zijn een duo filmregisseurs en scenarioschrijvers, woonachtig in Brussel.

## Biografie
Ann Sirot en Raphaël Balboni ontmoetten elkaar in Brussel in 2007. Na hun studie aan het Institut des Arts de Diffusion (IAD) produceerde het duo hun eerste korte films, te beginnen met Dernière Partie. In 2018 won Avec Thelma de Magritte voor beste korte fictiefilm. In 2020 regisseerden ze hun eerste speelfilm, Une vie démente, die in oktober 2020 in première ging op het Festival international du film francophone de Namur en in 2022 twaalf nominaties kreeg voor de Magritte du cinéma en zeven prijzen won, waaronder beste film en beste scenario. Hun tweede speelfilm Le Syndrome des amours passées kreeg in 2024 acht nominaties voor de Magritte du cinéma en won twee prijzen.

## Filmografie
- Le Syndrome des amours passées (2023)
- Une vie démente (2020)
- Much in Common (2020, korte film)
- Avec Thelma (2017, korte film)
- Lucha Libre (2014, korte film)
- Fable domestique (2013, korte film)
- La Version du loup  (2011, korte film)
- Juste la lettre T (2009, korte film)
- Dernière Partie (2008, korte film)

## Prijzen en nominaties
De belangrijkste:
| Jaar | Prijs              | Categorie                   | Film                           | Uitslag     |
| ---- | ------------------ | --------------------------- | ------------------------------ | ----------- |
| 2024 | Magritte du cinéma | Beste film                  | Le Syndrome des amours passées | Genomineerd |
| 2024 | Magritte du cinéma | Beste regisseur             | Le Syndrome des amours passées | Genomineerd |
| 2024 | Magritte du cinéma | Beste scenario of bewerking | Le Syndrome des amours passées | Genomineerd |
| 2022 | Magritte du cinéma | Beste film                  | Une vie démente                | Gewonnen    |
| 2022 | Magritte du cinéma | Beste regisseur             | Une vie démente                | Genomineerd |
| 2022 | Magritte du cinéma | Beste debuutfilm            | Une vie démente                | Genomineerd |
| 2022 | Magritte du cinéma | Beste scenario of bewerking | Une vie démente                | Gewonnen    |
| 2018 | Magritte du cinéma | Beste korte fictiefilm      | Avec Thelma                    | Gewonnen    |